# احسان دلیرزهان
احسان دلیرزهان (زاده ۵ آذر ۱۳۷۹) بازیکن بسکتبال اهل ایران و عضو تیم ملی بسکتبال ایران است.
وی سابقه بازی در تیم‌های لیگ برتری پارسا مشهد، پتروشیمی بندر امام، آویژه صنعت مشهد، شهرداری قزوین، اکسون تهران، پالایش نفت آبادان و فولاد هرمزگان را در کارنامه دارد.

## افتخارات
- مقام سوم مسابقات بازی‌های کشورهای اسلامی بسکتبال سه‌نفره قونیه ۲۰۲۲.[۱۴]
- مقام دوم مسابقات آسیایی انتخابی جام جهانی دوحه قطر ۲۰۲۲.
- مقام پنجم مسابقات ویلیام جونز در تایوان ۲۰۱۸.
- مقام ششم مسابقات آسیای زیر ۱۸ سال در تایلند ۲۰۱۸.[۱۵]

## تورنمنت‌ها
- تورنمنت بین‌المللی هوپس کاپ چین ۲۰۲۳.[۱۶]
- مسابقات المپیک آسیایی هانگژو ۲۰۲۳.[۱۷]
- مسابقات بازی‌های کشورهای اسلامی بسکتبال سه‌نفره در قونیه۲۰۲۲.[۱۸]
- ویلیام‌جونز تایوان ۲۰۲۳.[۱۹]
- مقدماتی جام جهانی تهران ۲۰۲۲.[۲۰][۲۱][۲۲]
- مسابقات کاپ آسیای بسکتبال سه‌نفره سنگاپور ۲۰۲۲.[۲۳]
- مسابقات آسیایی انتخابی جام جهانی دوحه۲۰۲۲.
- مسابقات قهرمانی جوانان آسیا بسکتبال سه‌نفره در مالزی ۲۰۱۸.[۲۴][۲۵]
- مسابقات ویلیام جونز در تایوان ۲۰۱۸.[۲۶]
- مسابقات قهرمانی غرب آسیا زیر ۱۸ سال در اردن ۲۰۱۸.[۲۷]
- مسابقات دانش آموزی جهان در کرواسی ۲۰۱۷.[۲۸]
- مسابقات قهرمانی غرب آسیا در تهران ۲۰۱۷.[۲۹]
- تورنمنت جهانی منا ال استار ایتالیا ۲۰۱۷.